# نايل أوشوجنسي
نايل أوشوجنسي (بالإنجليزية: Niall O'Shaughnessy)‏ هو منافس ألعاب قوى أيرلندي، ولد في 23 نوفمبر 1955، وتوفي في 16 سبتمبر 2015.

## وصلات خارجية
- نايل أوشوجنسي على موقع أوليمبيديا (الإنجليزية)